# Corbie Communal Cemetery and Extension
Le Corbie Communal Cemetery and Exyension  est composé de deux cimetières militaires de la Première Guerre mondiale situés  sur le territoire de la commune de Corbie, dans le département de la Somme, au nord-est d'Amiens.

## Localisation
Ces deux cimetières  militaires, situés à 500 m au nord-est de la commune, Rue des Longues Vignes, jouxtent le cimetière communal.

## Histoire

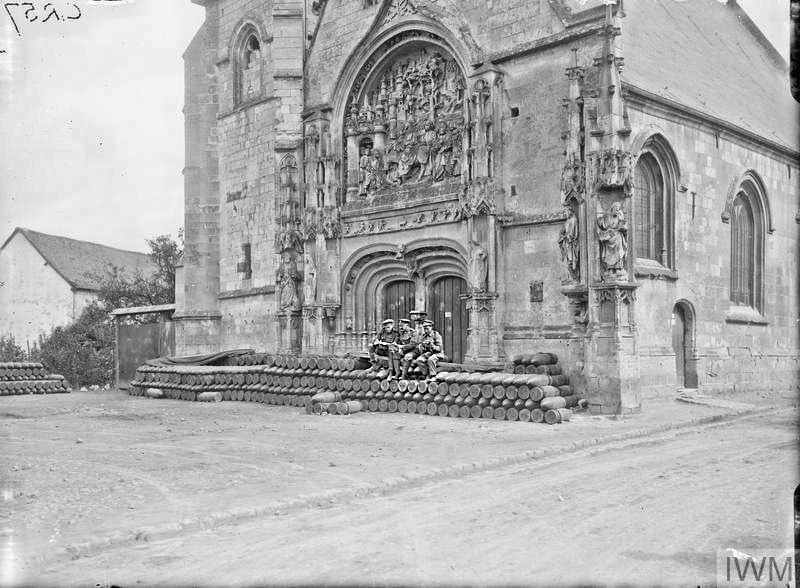
Troupes britanniques lisant des journaux au sommet d'un dépôt d'obus d'artillerie à l'extérieur de l'église de Corbie. © IWM (Q 3927)

Corbie se trouvait à une vingtaine kilomètres derrière le front lorsque les forces du Commonwealth prirent le contrôle du secteur en remplacement des troupes françaises affectées plus au sud du côté de l'Aisne et de la Marne en juillet 1915.

La ville devint immédiatement un centre médical, avec les postes d'évacuation des blessés  à La Neuville jusqu'en octobre 1916 et avril 1917 respectivement. En novembre 1916, le front se déplaça vers l'est. L'avancée allemande au printemps 1918 arriva à moins de 10 kilomètres de la ville et entraîna avec elle l'installation de nouveaux hôpitaux de campagne australiens .

Le cimetière communal fut utilisé pour les inhumations des soldats britanniques jusqu'en mai 1916. Par manque de place, une extension fut réalisée à l'est du cimetière. Elle fut utilisée pour inhumer les soldats décédés  des suites de leurs blessures lors de la Bataille de la Somme en 1916.

Le cimetière communal comporte 250 sépultures de la Première Guerre mondiale, tandis que l'extension en comporte 925
,

## Caractéristique
Le cimetière britannique a un plan rectangulaire de 22 m sur 15, alors que l'extension présente un plan trapézoïdal dont le plus grand côté mesure 90 m.
Ce cimetière est entouré d'un muret de moellons.

La Croix du sacrifice est érigée sur un terre-plein en bordure de la chaussée.

L'extension a été conçue par Charles Holden.

## Galerie

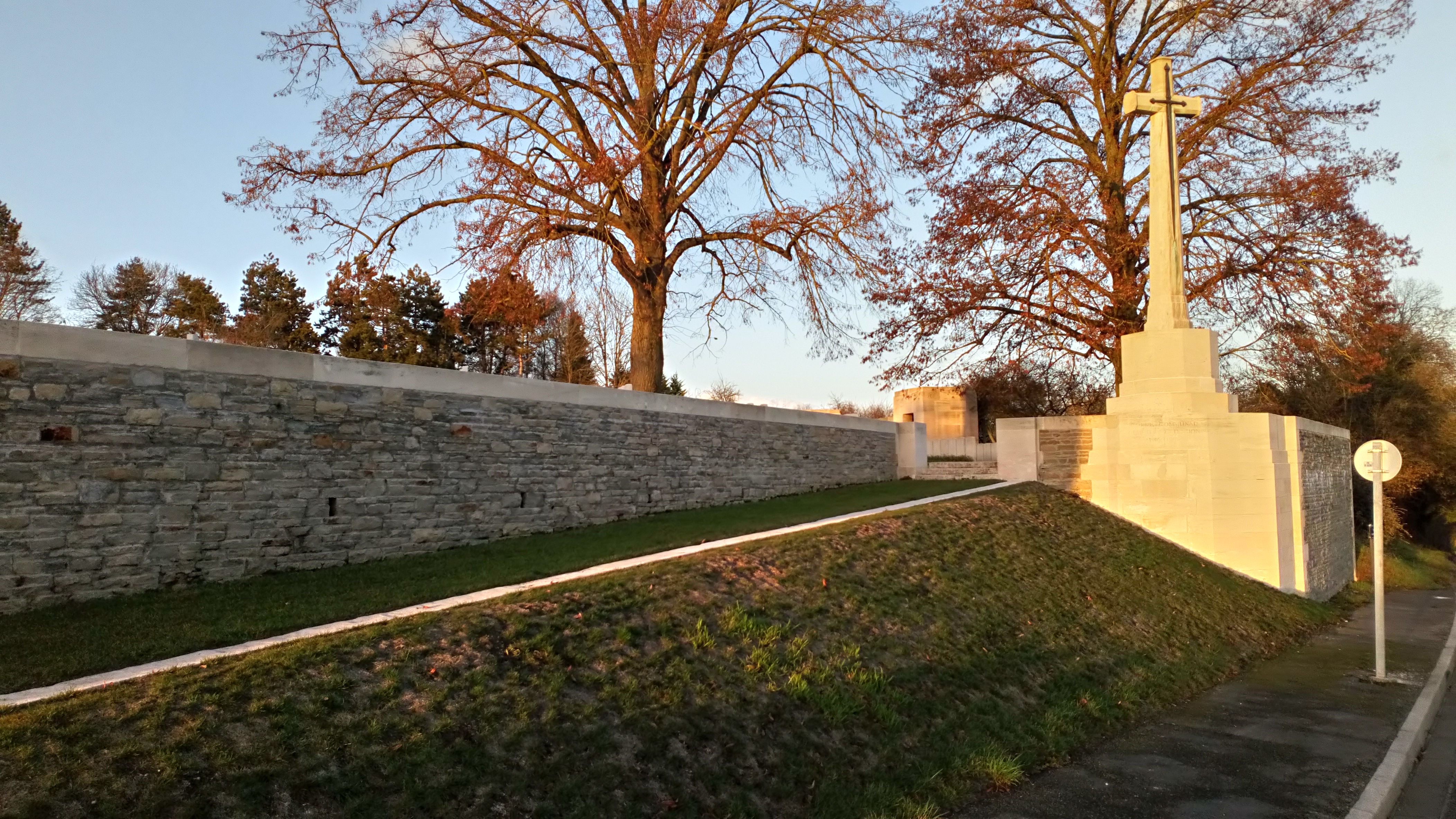
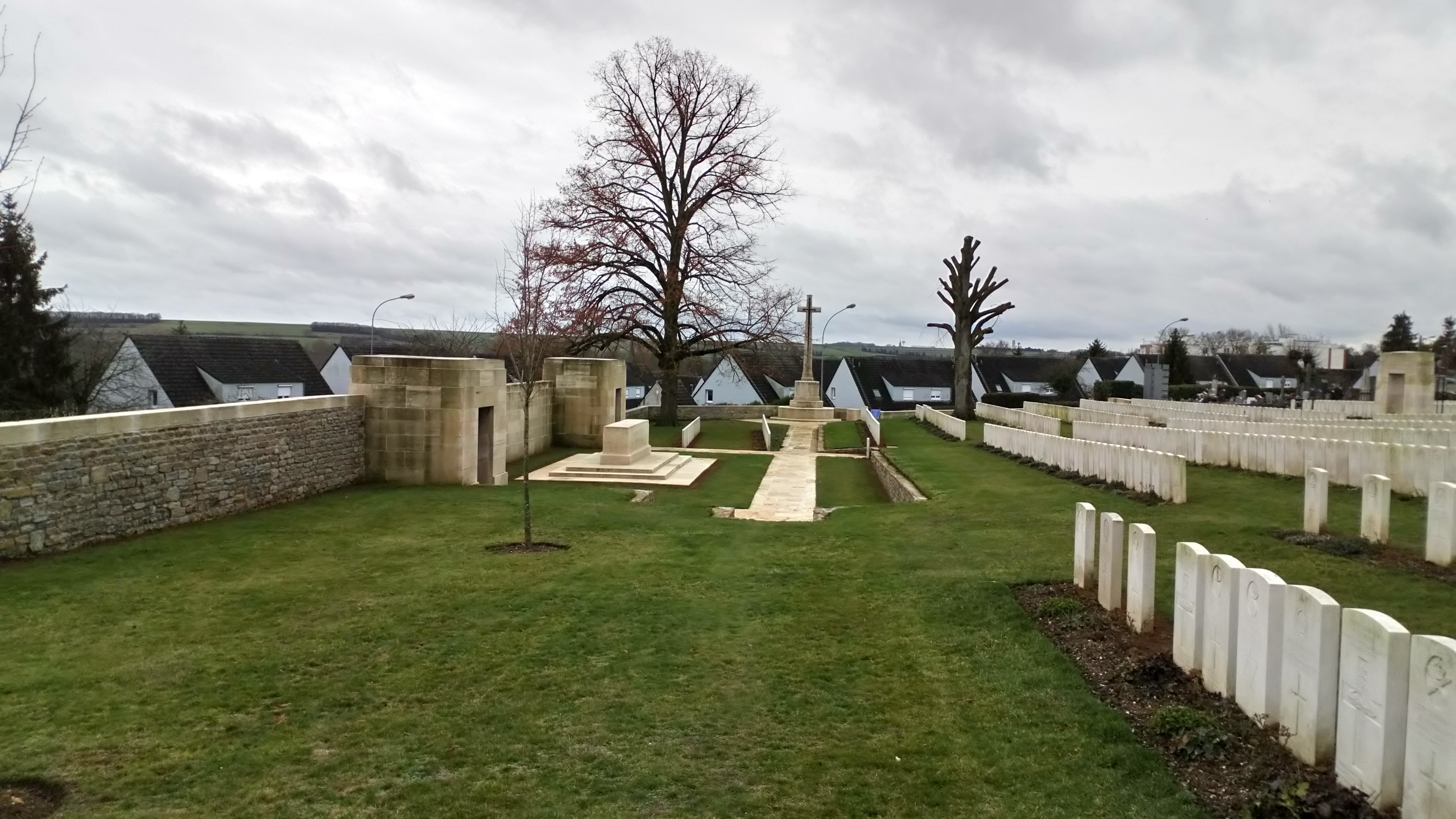
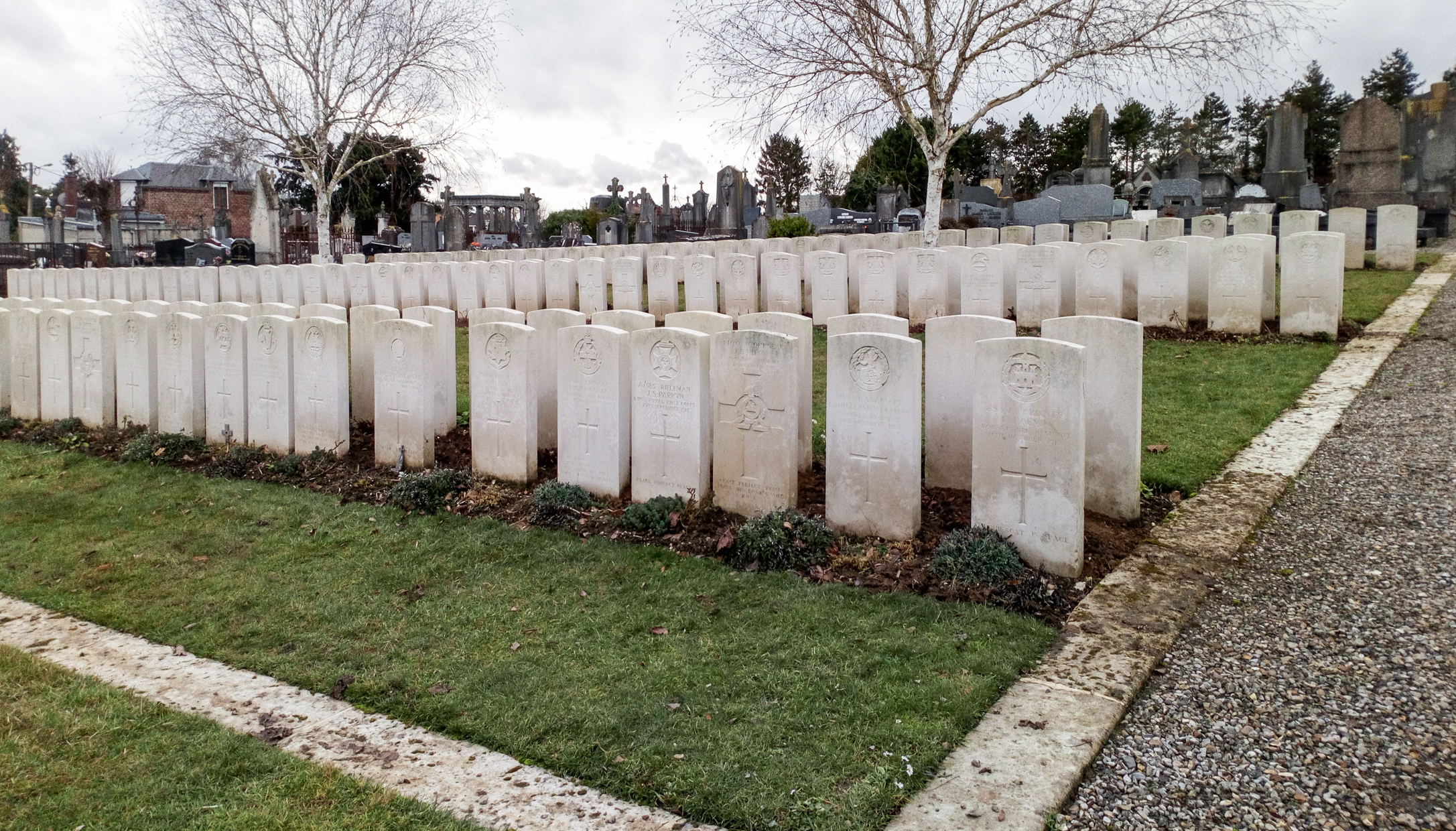
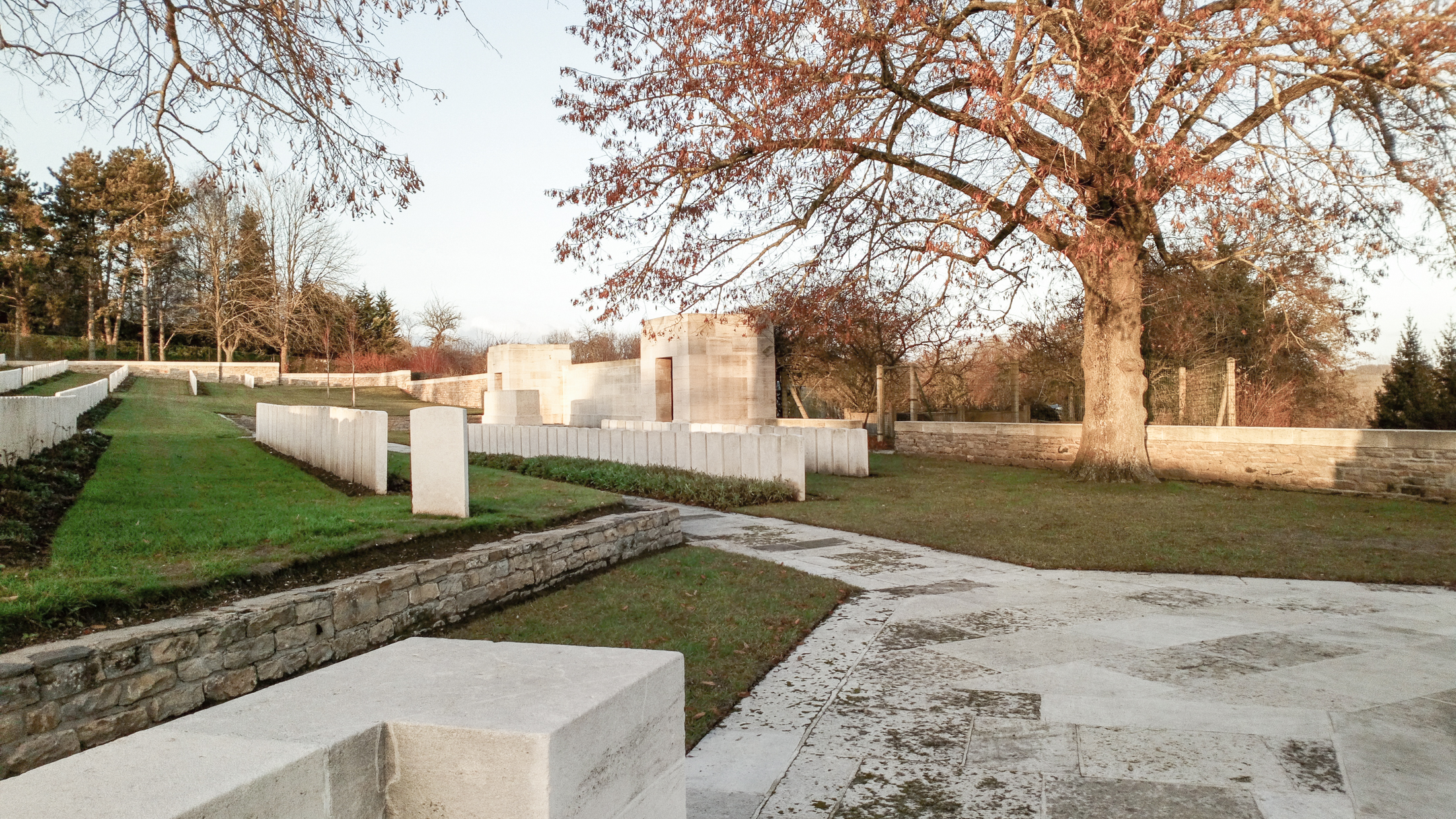
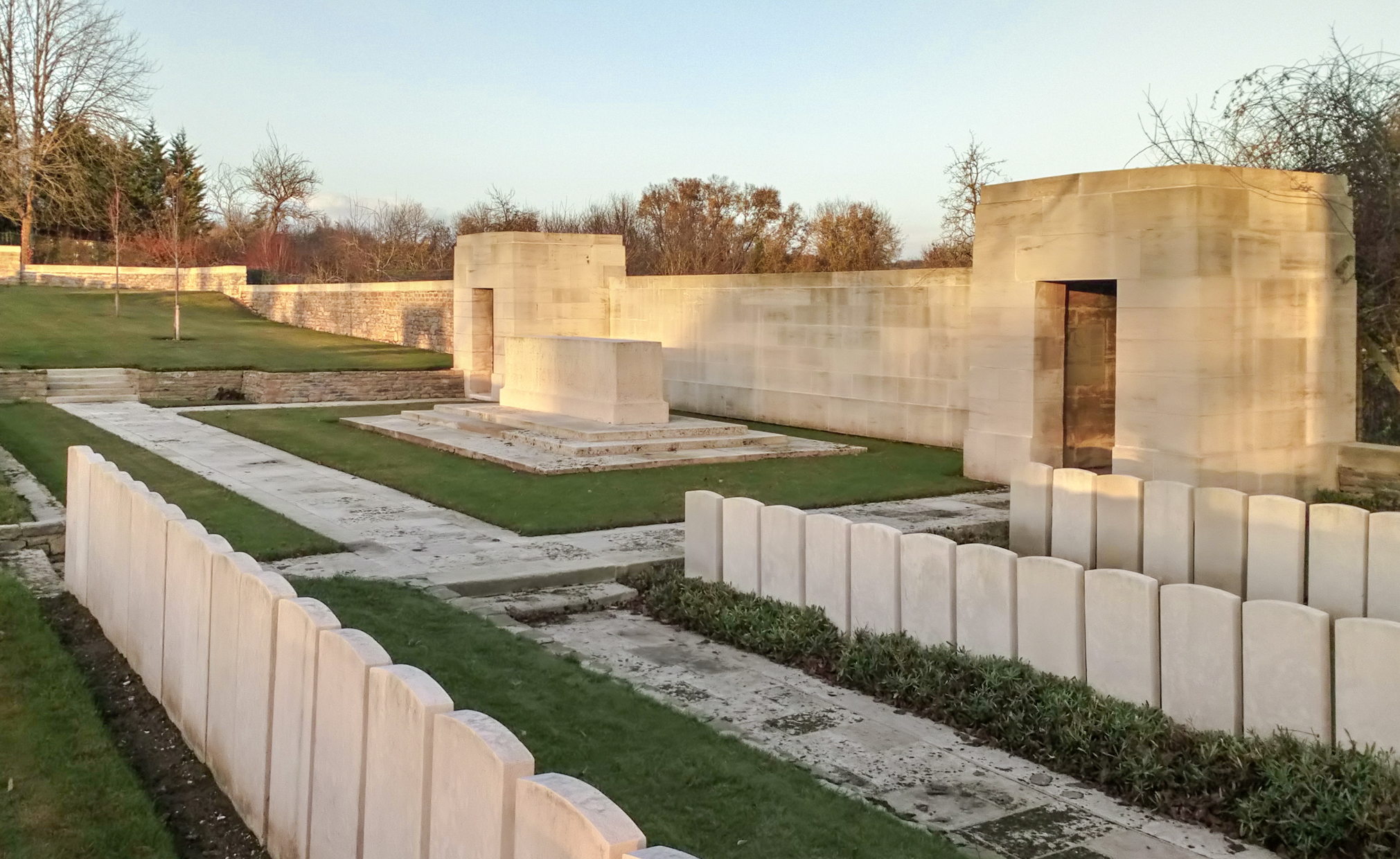
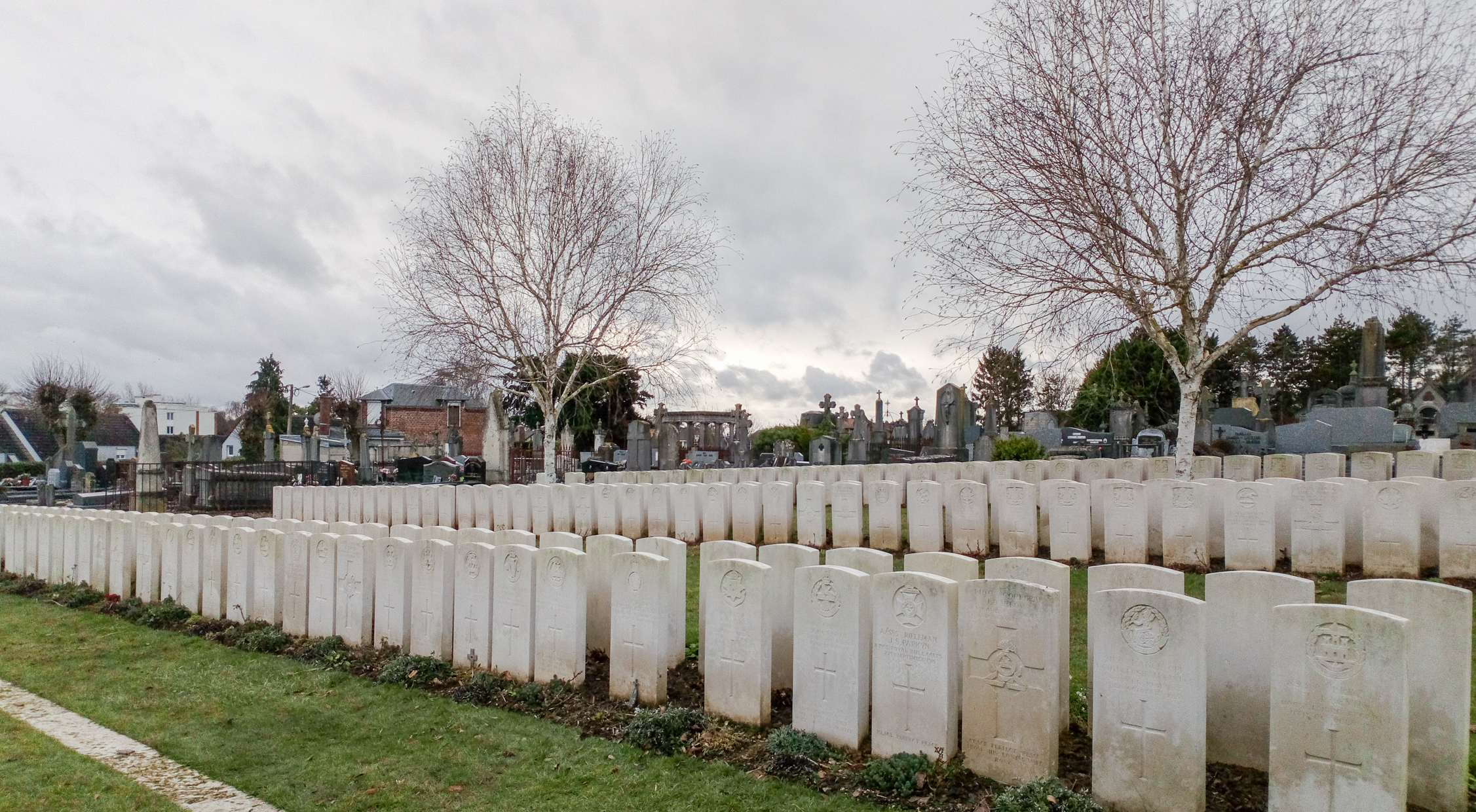

## Sépultures
| Pays               | Sépultures |
| ------------------ | ---------- |
| Royaume-Uni        | 246        |
| Indes britanniques | 4          |
| Total              | 250        |

| Pays           | Sépultures |
| -------------- | ---------- |
| Royaume-Uni    | 839        |
| Australie      | 58         |
| Afrique du Sud | 27         |
| Allemagne      | 1          |
| Total          | 925        |